# فرایند زیست‌شناختی

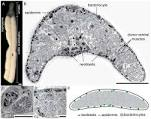
تصویری از یک نوع فرآیند زیست شناختی

فرآیندهای زیست‌شناختی (به انگلیسی: Biological process) آن دسته از فرآیندهایی هستند که برای زندگی یک جاندار زنده ضروری هستند و ظرفیت‌های آن را برای تعامل با محیط خود شکل می‌دهند. فرآیندهای زیست‌شناختی از بسیاری از واکنش‌های شیمیایی یا رویدادهای دیگری که در تداوم و تغییر شکل‌های زندگی دخیل هستند، ساخته می‌شوند.
تنظیم فرآیندهای زیست‌شناختی زمانی رخ می‌دهد که هر فرآیندی در فرکانس، سرعت یا وسعت آن تعدیل شود. فرآیندهای زیست‌شناختی با ابزارهای زیادی تنظیم می‌شوند. نمونه‌هایی شامل کنترل بیان ژن، اصلاح پروتئین یا برهم‌کنش با یک پروتئین یا مولکول بستر است.
- هم‌ایستای: تنظیم محیط درونی برای حفظ یک حالت ثابت. به عنوان مثال، تعریق برای کاهش دما
- سازمان: از نظر ساختاری از یک یا چند سلول تشکیل شده است- واحدهای اساسی زندگی
- متابولیسم: تبدیل انرژی با تبدیل مواد شیمیایی و انرژی به اجزای سلولی (آنابولیسم) و تجزیه مواد آلی (کاتابولیسم). جانداران زنده برای حفظ سازمان درونی (هموستاز) و تولید دیگر پدیده‌های مرتبط با زندگی به انرژی نیاز دارند.
- رشد: حفظ نرخ آنابولیسم بالاتر از کاتابولیسم. یک جاندار در حال رشد به جای اینکه صرفاً ماده را انباشته کند، در همه بخش‌هایش از نظر اندازه افزایش می‌یابد.
- پاسخ به محرک‌ها: یک پاسخ می‌تواند شکل‌های مختلفی داشته باشد، از انقباض جانداران تک‌سلولی گرفته تا مواد شیمیایی خارجی تا واکنش‌های پیچیده‌ای که همهٔ حواس جانداران چندسلولی را دربر می‌گیرد. پاسخ اغلب با حرکت بیان می‌شود. به عنوان مثال، چرخش برگ‌های گیاه به سوی خورشید (نورگرایی) و کموتاکسی.
- برهم‌کنش بین جانداران. فرآیندهایی که توسط آن یک جاندار زنده تأثیر قابل مشاهده‌ای بر جانداران دیگر از همان گونه یا گونه‌های مختلف دارد.
- همچنین: تمایز سلولی، تخمیر، لقاح، جوانه‌زنی، تروپیسم، دورگه‌زایی، دگردیسی، ریخت‌زایی، فتوسنتز و تعرق.